# Sarah Chang
Sarah Chang (Filadélfia, 9 de dezembro de 1980) é uma violinista estadunidense mundialmente reconhecida por sua colaboração com maestros de renome, como Daniel Barenboim, Sir Colin Davis, Charles Dutoit e Simon Rattle. 

## Biografia
| “ | Seus dons estão em um nível tão distante do resto de nós que tudo o que podemos fazer é sentir o temor apropriado e, em seguida, perguntar sobre os mistérios da natureza. Os antigos certamente teriam tido a Sra. Chang emergentes totalmente formado a partir de alguns concha Botticellian. | ” |
|   | — The New York Times. |   |

Sarah Chang é reconhecida como uma das grandes violinistas do mundo. Desde a sua estreia com a Filarmônica de Nova Iorque aos 8 anos de idade, já tocou com as mais renomadas orquestras, maestros e instrumentistas estrangeiros em uma carreira de mais de 20 anos. Em 2012, ela gravou exclusivamente para a EMI Classics por 20 anos.
Ms. Chang tours extensivamente em todo o ano. Destaques em 2010/11 no Reino Unido e os EUA incluem aparições com a London Symphony Orchestra, Los Angeles Philharmonic, Orquestra Sinfônica Nacional (Washington), Royal Philharmonic Orchestra, Pittsburgh e Detroit Symphony Orchestras. Ela também vai se apresentar na Noruega, Roménia, Áustria, Canadá, Polônia e Dinamarca. Ms. Chang aparece regularmente no Extremo Oriente e retorna a Seul para concertos com a Orquestra Filarmónica de Londres e Guangzhou para executar com a Orquestra Sinfônica, como parte dos Jogos Asiáticos de abertura do Festival.
No recital, a Sra. Chang viaja regularmente a nível internacional e sua turnê na temporada passada incluiu visitas a cidades como Londres, Zurique, Dublin, San Francisco, Los Angeles, Moscou e São Petersburgo. Como músico de câmara, ela tem colaborado com artistas como Pinchas Zukerman, Wolfgang Sawallish, Yefim Bronfman, Ove Andsnes Leoif, Yo Yo Ma, o falecido Isaac Stern e membros da Orquestra Filarmónica de Berlim.
Gravação mais recente Ms. Chang para a EMI Classics, performances de Brahms e concertos para violino de Bruch, com Kurt Masur e do Dresdner Philharmonie foi recebido com aclamação da crítica e popular excelente e foi seu álbum de 20 para a etiqueta. Sua gravação de 2007 do Quatro Estações de Vivaldi atraiu elogios internacionais, com BBC Music Magazine, afirmando: ". Ela nunca fez uma gravação mais fina" Ela também gravou Prokofiev Violin Concerto No.1 e Shostakovich Violin Concerto No.1 viver com a Filarmónica de Berlim sob a batuta de Sir Simon Rattle, Fire and Ice, um álbum de trabalhos mais curtos populares para violino e orquestra com Placido Domingo condução da Berliner Philharmoniker, o concerto de Dvorak com a London Symphony Orchestra e Sir Colin Davis, bem como música de câmara e vários sonata discos com artistas como os pianistas Leif Ove Andsnes e Lars Vogt.
Em 2006, a Sra. Chang foi homenageado como um dos 20 Top Mulheres na Newsweek Magazine "Mulheres e Liderança, 20 mulheres poderosas Take Charge" a questão. Em março de 2008, a Sra. Chang foi homenageado como um Jovem Líder Global em 2008 pelo Fórum Econômico Mundial (WEF) por suas realizações profissionais, compromisso com a sociedade e potencial para moldar o futuro do mundo.
Em 2005, Yale University dedicada uma cadeira em Sprague Hall, em nome de Sarah Chang. Para Junho de 2004 Jogos Olímpicos, ela foi dada a honra de correr com a tocha olímpica em Nova York, e nesse mesmo mês, tornou-se a pessoa mais jovem a receber o Salão do Hollywood Bowl of Fame Award. Também em 2004, a Sra. Chang foi premiado com o Internazionale Accademia Musicale Chigiana Prize em Siena, Itália. Ela é um destinatário passado do Avery Fisher Prize, "Young Artist of the Year" Gramophone do prêmio, da Alemanha, "Echo" Schallplattenpreis, "Newcomer of the Year" honras no Prêmio Internacional de Música Clássica em Londres, e da Coréia do "Nan Pa" prêmio . Ms. Chang foi nomeado Embaixador Artístico da Embaixada dos EUA a partir de 2011.

## Discografia
- 1992 Debut
- 1993 Brahms; Tschaikowsky
- 1996 Eduard Lalo; Vieuxtemps
- 1997 Simply Sarah
- 1998 Sibelius; Mendelsohn-Barholdy
- 1999 Sweet Sorrow
- 2000 Karl Goldmark; Gürzenich-Orchester, (James Conlon)
- 2001 Fire and Ice
- 2002 Antonin Dvorak, P. Tschaikowsky
- 2003 Classical Legends (compilation)
- 2004 Franch sonats (Lars Vogt)
- 2004 Ralph Vaughan Williams: Sinfonies; The Lark Ascending. (Bernard Haitink)
- 2005 Andrew Lloyd Webber: Phantasie/Woman in White
- 2006 Dmitri Schostakowitsch
- 2007 Antonio Vivaldi: The Four Seasons, and Violin Concerto in g, op 12 no 1, RV 317. Orchestra: Orpheus Chamber Orchestra (EMI Classics)
- 2009 Max Bruch Violin Concerto No.1, Johannes Brahms Violin Concerto Kurt Masur, Dresdner Philharmonie (EMI Classics)

## Prêmios
Em 1999, recebeu o Prémio Avery Fischer, um dos mais prestigiantes prémios atribuídos a instrumentistas. Recebeu ainda os prémios "Jovem Artista do Ano" da revista Gramophone e o "Schallplattenpreis" da revista alemã Echo. Foi distinguida como "Newcomer of the Year" ("Revelação do Ano") no International Classical Music Award, em Londres, e recebeu o prémio coreano "Nan Pa". Em 2004, Sarah Chang tornou-se a mais jovem artista a receber o prémio do Hollywood Bowl Hall of Fame. Em Julho de 2005 recebeu o Prémio Internacional da Accademia Musicale Chigiana. 